# Darja Uladzimiravna Domracseva
Darja Uladzimiravna Domracseva (belaruszul: Дар’я Уладзіміраўна Домрачэва, oroszul: Дарья Владимировна Домрачева [Darja Vlagyimirovna Domracseva]; Minszk, 1986. augusztus 3. –) négyszeres olimpiai bajnok belarusz sílövő. A magánéletben tornatanár versenyző 1999 óta foglalkozik a biatlonnal.
Pályafutása első éveiben főleg az Európa-kupában, az Európa-bajnokságon és a junior világbajnokságon indult. Bulgáriában, a 2007-es Európa-bajnokságon  két első helyet szerzett, a váltóval illetve a sprint versenyszámban. Junior világbajnokságokról öt érmet vihetett haza: két aranyat, két ezüstöt és egy bronzot.
A felnőttek mezőnyében, a világkupában 2006-ban mutatkozott be. Összetettben a legjobb eredménye egy hetedik hely volt, melyet a 2008/2009-es sorozat végén ért el.
Világbajnokságon 2007-ben vett először részt. Hat világbajnoki érme van, 2008-ban a fehérorosz vegyes váltóval ezüst nyert. Ezen kívül egy negyedik, három ötödik és egy hatodik helye is van.
2018 júniusában bejelentette a visszavonulását.

## Eredményei

### Olimpia
| Év   | Világbajnokság | Versenyszám | Versenyszám | Versenyszám   | Versenyszám | Versenyszám | Versenyszám |
| Év   | Világbajnokság | Egyéni      | Sprint      | Üldözőverseny | Tömegrajtos | Váltó       |             |
| ---- | -------------- | ----------- | ----------- | ------------- | ----------- | ----------- | ----------- |
| 2010 | Vancouver      | 3           | 8           | 15            | 6           | 7           |             |

### Világbajnokság
| Év   | Világbajnokság     | Versenyszám | Versenyszám | Versenyszám   | Versenyszám   | Versenyszám | Versenyszám  |
| Év   | Világbajnokság     | Egyéni      | Sprint      | Üldözőverseny | Tömegrajtos   | Váltó       | Vegyes váltó |
| ---- | ------------------ | ----------- | ----------- | ------------- | ------------- | ----------- | ------------ |
| 2007 | Antholz-Anterselva | ----        | 13          | 22            | Nem ért célba | 5           | ----         |
| 2008 | Östersund          | ----        | 46          | 25            | ----          | 5           | 2            |
| 2009 | Phjongcshang       | 11          | 53          | 5             | 6             | 4           | 9            |
| 2010 | Hanti-Manszijszk   | ----        | ----        | ----          | ----          | ----        | 9            |

### Világkupa
| Helyezés | 22 | 26 | 7 | 6 |

| 2007/08    | | Östersund Vegyes váltó (VB) | |
| 2008/09    | | Antholz-Anterselva Sprint | Ruhpolding Sprint Antholz-Anterselva Üldözőverseny |
| 2009/10    | Kontiolahti Sprint Kontiolahti Üldözőverseny | Oslo Holmenkollen Sprint Oslo Holmenkollen Üldözőverseny                                                                                | Östersund Egyéni Vancouver Egyéni (O) |
| 2010/11    | Oslo Holmenkollen Tömegrajtos | Hochfilzen Sprint Hanti-Manszijszk Tömegrajtos (VB) Oslo Holmenkollen Üldözőverseny                                                     | Östersund Sprint Hochfilzen Üldözőverseny Oberhof Váltó Antholz-Anterselva Tömegrajtos Presque Isle Üldözőverseny Fort Kent Tömegrajtos Oslo Holmenkollen Sprint |
| 2011/12    | Östersund Egyéni Hochfilzen Üldözőverseny Antholz-Anterselva Tömegrajtos Ruhpolding Üldözőverseny (VB) Hanti-Manszijszk Üldözőverseny Hanti-Manszijszk Tömegrajtos | Hochfilzen Sprint Oberhof Sprint Antholz-Anterselva Váltó Oslo Holmenkollen Sprint Oslo Holmenkollen Tömegrajtos Ruhpolding Sprint (VB) | Hochfilzen Üldözőverseny Antholz-Anterselva Sprint Oslo Holmenkollen Üldözőverseny Kontiolahti Sprint Kontiolahti Üldözőverseny Hanti-Manszijszk Sprint          |
| Összesítés | Egyéni: 1 Sprint: 1 Üldözőverseny: 4 Tömegrajtos: 3 Váltó: 0 Vegyes váltó: 0 ------------ Összesen: 9                                                              | Egyéni: 0 Sprint: 7 Üldözőverseny: 2 Tömegrajtos: 2 Váltó: 1 Vegyes váltó: 1 ------------ Összesen: 13                                  | Egyéni: 2 Sprint: 6 Üldözőverseny: 6 Tömegrajtos: 2 Váltó: 1 Vegyes váltó: 0 ------------ Összesen: 17                                                           |

- O - Olimpia és egyben világkupa forduló is.
- VB - Világbajnokság és egyben világkupa forduló is.